# Éderson Alves Ribeiro Silva
Éderson Alves Ribeiro Silva, (Pentecoste, 13 de marzo de 1989) más conocido simplemente como Éderson, es un futbolista brasileño que juega como delantero en el Associação Chapecoense de Futebol de la Serie B de Brasil. 

## Carrera
Debutó en el Ceará en 2007, se destacó en las categorías de base y fue contratado por el Atlético Paranaense, pero sin espacio en el club, retornó al Ceará como préstamo y en 2008 cuando jugaba un buen campeonato en la Campeonato Brasileño de Serie B, sufrió una grave lesión y debió someterse a una cirugía, quedando incapacitado por seis meses.
En 2010, pasó en préstamo al ABC, con el cual conquistó el Campeonato Brasileño de la Série C y el Campeonato Potiguar de 2010 y 2011.
En el primer semestre de 2012 fue prestado nuevamente al Ceará, donde disputó apenas el Campeonato Cearense, en el que se consagró campeón. En el segundo semestre volvió al ABC, también en préstamo, hasta el fin de la temporada y se destacó anotando 12 goles.
Tras sus éxitos en la Série B en 2012 en el ABC, Éderson volvió en 2013 al Atlético Paranaense a pedido de su extécnico Ricardo Drubscky, para la disputa del Campeonato Brasileño de la Série A y de la Copa de Brasil. Frente al Vasco da Gama, Marcó tres goles en el partido que terminó 5 a 1 y que clasificó a su equipo para la Copa Libertadores de América. Éderson fue el goleador del Campeonato Brasileño de 2013, con 21 goles.
En 2014, Éderson marcó un gol en la derrota 1 a 2 con el equipo peruano Sporting Cristal, en el juego de ida en partido válido para la primera fase de la Libertadores, gol importante para que en el juego de vuelta, tras anotar Éderson de penalti en los minutos finales para vencer por 2 a 1, fuera necesario definir la clasificación por penaltis, ganando el Atlético Paranaense por 5 a 4.

## Estadísticas

### Clubes
| Club                | Temporada           | Campeonato brasileño | Campeonato brasileño | Copa Brasil | Copa Brasil | Competiciones continentales | Competiciones continentales | Otros torneos | Otros torneos | Total  | Total |
| Club                | Temporada           | Juegos               | Goles                | Juegos      | Goles       | Juegos                      | Goles                       | Juegos        | Goles         | Juegos | Goles |
| ------------------- | ------------------- | -------------------- | -------------------- | ----------- | ----------- | --------------------------- | --------------------------- | ------------- | ------------- | ------ | ----- |
| Ceará               | 2012                | 1                    | 0                    | —           | —           | —                           | —                           | 8             | 0             | 9      | 0     |
| Ceará               | Total               | 1                    | 0                    | —           | —           | —                           | —                           | 8             | 0             | 9      | 0     |
| ABC                 | 2010                | 11                   | 1                    | —           | —           | —                           | —                           | -             | -             | 11     | 1     |
| ABC                 | 2011                | 18                   | 4                    | 4           | 0           | —                           | —                           | -             | -             | 22     | 4     |
| ABC                 | 2012                | 27                   | 12                   | —           | —           | —                           | —                           | -             | -             | 27     | 12    |
| ABC                 | Total               | 55                   | 16                   | 4           | 0           | —                           | —                           | -             | -             | 60     | 16    |
| Atlético Paranaense | 2013                | 34                   | 21                   | 10          | 4           | —                           | —                           | —             | —             | 44     | 25    |
| Atlético Paranaense | 2014                | 0                    | 0                    | 0           | 0           | 2                           | 2                           | 0             | 0             | 2      | 2     |
| Atlético Paranaense | Total               | 34                   | 21                   | 10          | 4           | 2                           | 2                           | 0             | 0             | 46     | 27    |
| Total en la carrera | Total en la carrera | 90                   | 37                   | 14          | 4           | 2                           | 2                           | 8             | 0             | 114    | 43    |

## Títulos
Atlético Paranaense
- Campeonato Paranaense de 2009
- Marbella Cup de 2013

ABC
- Campeonato Potiguar: 2010 y 2011
- Campeonato Brasileño de 2010 - Serie C

Ceará
- Campeonato Cearense: 2012

## Premios Individuales
- Bola de Prata: 2013
- Goleador del Campeonato Brasileño de Fútbol 2013: 21 goles